# محافظة مبارك الكبير
أطلق على محافظة مبارك الكبير هذا الاسم نسبة إلى الحاكم السابع لدولة الكويت الشيخ مبارك الصباح الملقب بمبارك الكبير. وتعتبر هذه المحافظة آخر محافظة من حيث التأسيس، حيث صدر المرسوم بإنشائها بتاريخ 27 نوفمبر 1999. وهي كانت عدة مناطق موزعة بين محافظة حولي والفروانية والأحمدي فكانت ضاحية صباح السالم ومناطق العدان والقصور والقرين ومنطقة مبارك الكبير والمسيلة والشريط الساحلي الجنوب تبع محافظة حولي ومناطق الوسطى وصبحان الصناعية وجنوب الوسطى تبع محافظة الفروانية فتم تجميع هذه المناطق في كيان واحد بشكل هذه المحافظة.

## مناطق المحافظة
- ضاحية صباح السالم.
- ضاحية مبارك الكبير.
- منطقة المسيلة.
- منطقة المسايل.
- منطقة العدان.
- القصور.
- منطقة القرين.
- منطقة أبو الحصاني.
- منطقة أبو فطيرة.
- منطقة صبحان.
- منطقة الفنيطيس.

## السكان
| المنطقة                 | السكان (عام 2011) |
| ----------------------- | ----------------- |
| صباح السالم             | 83,437            |
| العدان                  | 48,095            |
| مبارك الكبير            | 48,196            |
| أبو الحصانية            | 1,682             |
| أبو فطيرة               | 57                |
| القرين                  | 33,616            |
| القصور                  | 38,606            |
| الفنطاس                 | -                 |
| الفنيطيس                | 578               |
| المسيلة                 | 1,022             |
| صبحان                   | 2,903             |
| جنوب الوسطي             | 51                |
| الوسطي                  | 570               |
| مجموع السكان (عام 2011) | 258,813           |

## محافظو محافظة مبارك الكبير
- من عام 1999 حتى 2006: الشيخ مبارك الحمود الجابر الصباح.
- من عام 2006: الشيخ علي العبد الله السالم الصباح.
- من عام 2014: أحمد عبد اللطيف الرجيب.
- من عام 2024: الشيخ صباح بدر صباح السالم الصباح